# Malburg (Familienname)
Malburg ist ein deutschsprachiger Familienname.

## Herkunft und Bedeutung
Der Name leitet sich möglicherweise aus dem althochdeutschen Mahal ab, was so viel wie Gerichtsstätte bedeutet. Das -burg geht vermutlich auf eine örtliche Nähe zu einer Burg zurück, womit eine ritterliche Abstammung vorliegen könnte. Denkbar ist auch, dass sich der Name auf den Stadtteil Malburgen von Arnheim in den Niederlanden bezieht.

## Verbreitung
Hauptsächlich findet man den Namen in Deutschland. Unter anderem ist er aber auch in den USA, den Niederlanden, Frankreich und Brasilien nachgewiesen.

## Namensträger
- Johanna Dill-Malburg (1859–1944), deutsch-ungarische Stillleben- und Landschaftsmalerin
- Rolf Schmitz-Malburg